# Fuel Stratified Injection
Fuel Stratified Injection (съкратено FSI) е система за бензинови двигатели, при която горивото се впръсква директно в горивната камера с налягане от максимум 150 бара. Обикновено специално проектирана геометрия на горивната камера се грижи за оптимално завихряне на гориво-въздушната смес. FSI-двигателите се отличават с висок коефициент на полезно действие и по-висока от средната ефективност. Икономията на гориво, сравнена с двигатели със същата мощност и конвенционална техника на впръскване може да достигне до 15%.